# Max Braun

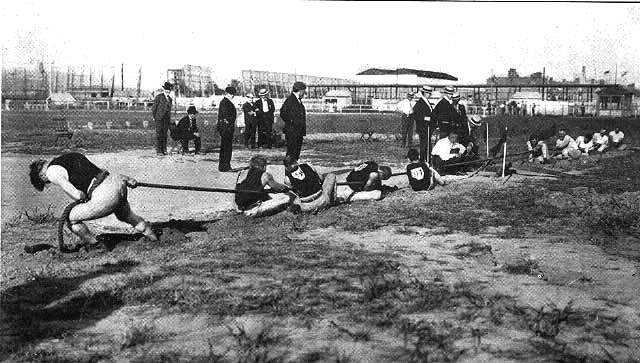
En la imagen, el equipo uno de los Turners de San Luis, al que pertenecía Max Braun, (izquierda) compitiendo contra el grupo número dos de la misma asociación (derecha).

Max Braun (12 de marzo de 1883-mayo de 1967 en Miami) fue un deportista estadounidense. Compitió en el evento de tira y afloja en los Juegos Olímpicos de San Luis 1904, junto con su equipo St. Louis Southwest Turners N°1, integrado por Charles Rose, William Seiling, Orrin Thomas Upshaw y August Rodenberg. Juntos lograron superar a la delegación griega en esos juegos y a su equipo hermano, el St. Luis Turners N°2 —que fue medalla de bronce allí—, y obtuvieron el segundo lugar con una medalla de plata, tras el Milwaukee Athletic Club, otro equipo estadounidense que se quedó con el oro. Sin embargo, este podio olímpico no estuvo exento de controversia, cuando el equipo de Braun acusó al club de Milwaukee, consagrado ganador, de incorporar hombres fuertes para el evento del tira y afloja que no eran miembros oficiales de su club. El reglamento de la época se impuso y la acusación fue desestimada, fallando a favor de los medallistas de oro.